# Tutela de urgência
Tutela de urgência é gênero que compreende duas espécies: Antecipação de Tutela e medida cautelar.
A característica principal é a provisoriedade: a decisão é tomada de plano para evitar danos graves e de difícil reparação.
A tutela cautelar exige apenas, em cognição sumária, a prova de dano grave e de difícil reparação e a plausibilidade das alegações. Já a tutela antecipada possui requisitos probatórios mais rígidos, como verossimilhança das alegação e prova inequívoca, previstos no art. 300, do CPC.